# 亀井亨
亀井 亨（かめい とおる、1969年4月13日 - ）は日本の映画監督。

## 来歴
福岡県立玄洋高等学校を卒業後、日本デザイナー学院中退。RKB毎日放送の番組ディレクターを経て上京。映画業界に入る。助監督を務め、オリジナルビデオ作品を手がけ、2005年に『心中エレジー』で監督デビュー。数々の賞を受賞した。

## 作品

### 映画
- GUN CRAZY（2002年） - 制作主任
- 紅姉妹（2002年）[2]- 監督補・編集
- アンテナ（2003年） - 助監督
- QUESTION クエスチョン（2004年） - 監督
- マグマのごとく（2004年） - 監督
- 心中エレジー（2005年） - 監督
- 霊視（2005年） - 監督、脚本
- 憑依（2005年） - 監督、脚本
- 妖怪奇談（2006年） - 監督
- 煙が目にしみる 〜重松清「愛妻日記」より〜（2006年） - 監督
- 楽園 -流されて-（2006年） - 監督
- テレビばかり見てると馬鹿になる（2007年） - 監督
- 病葉（わくらば）流れて（2007年） - 監督
- 幼獣マメシバ（2009年） - 監督
- ヘクトパスカル（2009年） - 監督
- ねこタクシー（2010年） - 監督
- MiLK 滴る女（2010年） - 監督
- 犬飼さんちの犬（2011年） - 監督
- マメシバ一郎（2012年） - 監督
- くろねこルーシー（2012年） - 監督
- 私の奴隷になりなさい（2012年） - 監督
- マメシバ一郎 フーテンの芝二郎（2013年） - 監督
- 幼獣マメシバ 望郷篇（2014年） - 監督
- アルビノ（2016年）[3][4][5] - 監督
- 無垢の祈り（2016年）[6] - 監督、脚本
- 空蝉の森（2021年）[7] - 監督・脚本（※ 相原かさねとの共同脚本）

### ドラマ
- シリーズ恐怖夜話 episode 3 サイゴノヒツギ（2003年） - 監督[8]
- 陰陽少女（2004年） - 監督
- 「超」怖い話（2006年） - 監督
- ネコナデ（2008年） - 監督
- 幼獣マメシバ（2009年） - 監督
- ねこタクシー（2010年） - 監督
- 犬飼さんちの犬（2011年） - 監督
- くろねこルーシー（2012年） - 監督

## 著書

### 共著
- ネコナデ［小説版］（永森裕二共著、2008年6月19日、竹書房、ISBN 978-4812435175）

## 受賞歴
2004年
「クエスチョン」
- シンガポール国際映画祭正式招待

2005年
「心中エレジー」
- ベルリン・アジアーパシフィック映画祭最優秀作品賞受賞
- シネマパラダイス映画祭最優秀作品賞受賞
- アトランタ・アンダーグラウンド映画祭最優秀作品賞受賞
- ハンブルク日本映画祭正式招待
- ローム国際映画祭正式招待
- コーク映画祭正式招待インディー・リズボア映画祭正式招待

2006年
「楽園 -流されて-」
- ニューヨーク・ノーリタ映画祭正式招待
- デルレイ・ビーチ映画祭正式招待
- ティブロン国際映画祭正式招待
- ベロイト国際映画祭正式招待
- ハンブルク日本映画祭 正式招待